# Naučná stezka Příhrazské skály

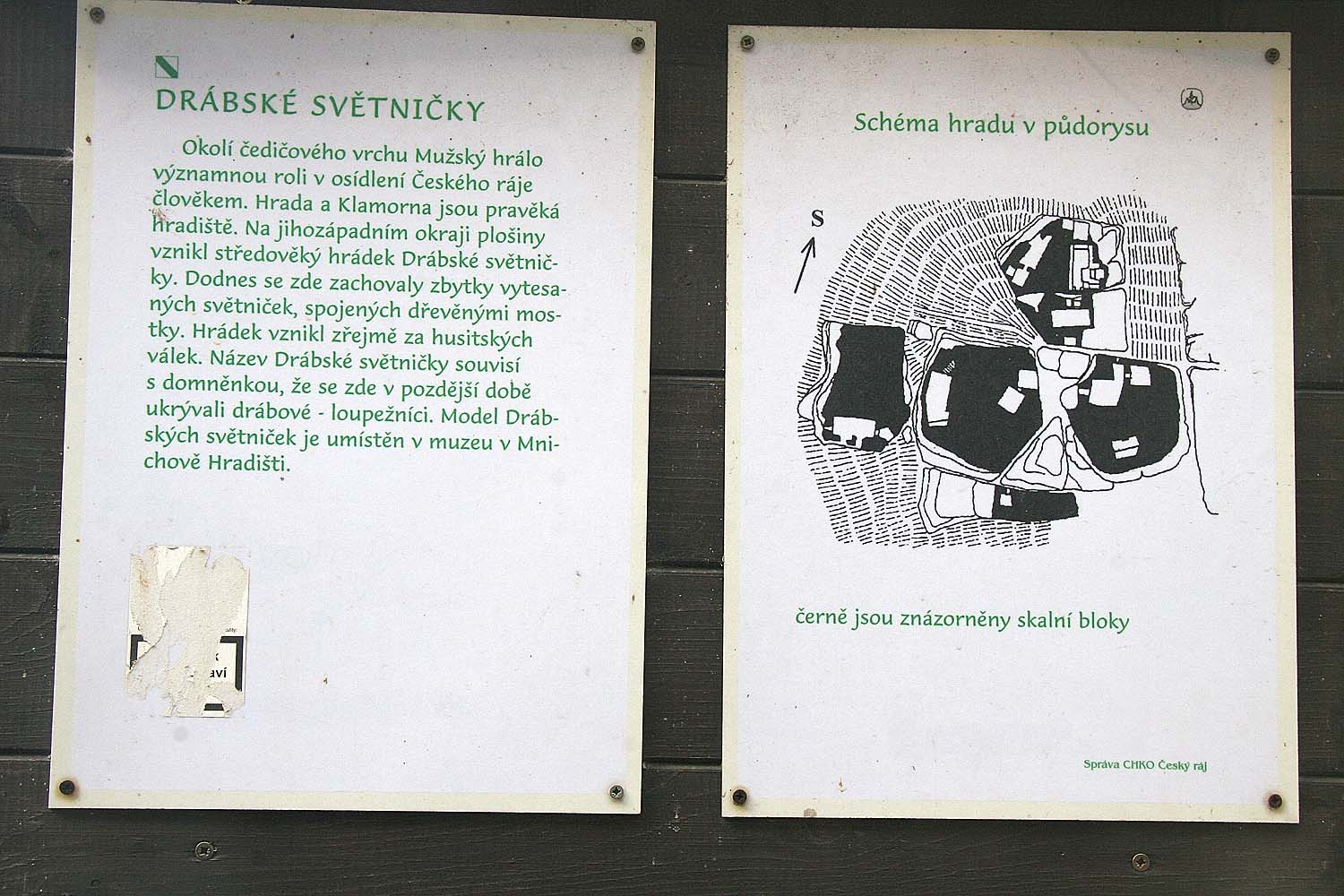
Novodobý informační panel u hradu Drábské světničky od Správy CHKO Český ráj. Ačkoliv je označen symbolem NS, nemá s ní nic společného.

Naučná stezka Příhrazské skály je zaniklá naučná stezka v Příhrazských skalách, která vedla od Dneboha na Příhrazy. Vybudována byla v 80. letech, k otevření došlo v roce 1983.

## Vedení trasy
Úvodní panel, který se věnoval Dnebohu, stával na parkovišti pod kopcem Mužský. Odtud pokračovala cesta prudce vzhůru k Drábským světničkám a cestou byla zastavení 2–4. Až ke hradu, kde bylo 5. zastavení, zřejmě kopírovala modrou turistickou. Tady se připojila na červenou turistickou značku a pokračovala po okraji plošiny Hrada (6. a 7. zastavení) až k odbočce na Klamornu. U ní trasa odbočovala vlevo, jak nám dokládají zbytky původního značení stezky, přes Píčův statek a opět plošinu Hrady (někde v těchto místech patrně bývalo 8. zastavení) zpátky k Drábským světničkám, kde se znovu napojila na modrou turistickou značku. S tou pokračovala Studeným průchodem (9. zastávka) ke Krásné vyhlídce se zastaveními 10 a 11. Odtud mířila po červené značce do svého cíle v Příhrazech (12. zastávka).

## Současnost
Z celé trasy se patrně dochovaly pouze dvě původní zastávky, a to 6 a 7 na plošině Hrada. Správa CHKO Český ráj pak nechala vybudovat nové informační panely u Kavčin, Drábských světniček a Studeného průchodu, ty ovšem s původní naučnou stezkou nemají nic společného. Většina původního značení byla zničena již krátce po zrušení NS.[kdy?] Dochované zůstalo pouze v krátkém úseku u Píčova statku a Drábských světniček (stav v roce 2010).

## Zastavení
- Dneboh
- Kavčina
- Geotropismus
- Sesutý skalní blok
- Drábské světničky
- Hrada–přirozené lesní porosty
- Hrada
- Teplomilná vegetace
- Studený průchod
- Pseudokrasová propast
- Mužský
- Příhrazy